# Колизей
Колизе́й (лат. Colosseus, colosseum — исполинский), или амфитеатр Флавиев (лат. Amphitheatrum Flavium) — амфитеатр, памятник архитектуры Древнего Рима, наиболее известное и одно из самых грандиозных сооружений Древнего мира, сохранившихся до нашего времени. Находится в Риме, в низине между Эсквилинским, Палатинским и Целиевым холмами.
Строительство самого большого амфитеатра античного мира, вместимостью свыше 50 тыс. человек, велось на протяжении восьми лет как коллективное сооружение императоров династии Флавиев. Его начали строить в 72 году н. э. при императоре Веспасиане, а в 80 году н. э. амфитеатр был освящён императором Титом. Амфитеатр расположился на том месте, где был пруд, относившийся к Золотому дому Нерона.

## Этимология названия
Происхождение названия амфитеатра до сих пор вызывает споры. По традиционной версии, оно происходит от слова «огромный, колоссальный». Однако в древности так здание никогда не называли. По другой версии, позднейшее название возникло в воспоминание о том, что рядом с амфитеатром находился «Колосс» — огромная статуя бога Солнца Гелиоса, переделанная из статуи императора Нерона. Колосс Гелиоса на фоне Амфитеатра часто изображали на старинных гравюрах. Место, где он стоял, в наши дни отмечено квадратным подиумом. Однако, как отмечала российская итальянистка Е. В. Фёдорова, итальянские историки обратили внимание на то, что в римском диалекте и сейчас амфитеатр называется не Colosseo, а Coliseo, и таким образом отсутствует прямая связь со словом colosso (гигант). Возникло предположение, что слово Coliseo образовалось из Collis Isaeum («Холм, на котором находится Изэум» — святилище египетской богини Исиды). Храм богини действительно находился поблизости, на Палатинском холме.

## История

### Предпосылки строительства
История Колизея восходит к 68 году, когда измена преторианской гвардии и осуждение Сената заставили императора Нерона после четырнадцати лет деспотического управления государством покончить с собой на загородной вилле неподалёку от Рима. Смерть Нерона привела к восемнадцатимесячной гражданской войне, закончившейся в 69 году. Победу в ней одержал Тит Флавий Веспасиан, которого в наши дни называют просто Веспасианом.
До того как стать императором, Веспасиан принимал участие в подавлении восстания иудеев, начавшегося в 66 году. После этого Веспасиан вместе с Титом в богатых восточных провинциях собирал налоги, чтобы привести в порядок государственные финансы, расстроенные Нероном и гражданской войной. Они возвратились в Рим в 71 году, чтобы отпраздновать победу над иудеями.
Став императором, Веспасиан решил реконструировать центр Рима и упрочить собственный культ, искоренив память о своём предшественнике Нероне. Оставалась нерешённой непростая проблема: что делать с дворцом Нерона, Золотым домом, как его называли, который вместе с прилегающим парком занимал в центре Рима площадь в 120 гектаров. Веспасиан решил разместить в нём имперские учреждения, а озеро возле дома засыпать и построить амфитеатр, предназначенный для развлечений народа. Это было хорошо взвешенное решение: постройкой амфитеатра земли, которыми пользовался Нерон, передавались народу.

### Строительство амфитеатра
Постройка амфитеатра была начата императором Веспасианом после его побед в Иудее. Об этом сообщает Светоний: 
Предпринял он и новые постройки: …амфитеатр посреди города, задуманный, как он узнал, ещё Августом
Считают, что амфитеатр строился за счёт средств, вырученных от реализации военной добычи.  
Рабы использовались для тяжёлых работ, таких как работа в карьерах в Тиволи, где добывался травертин, для подъёма и транспортировки тяжёлых камней на 20 миль от Тиволи до Рима. Команды профессиональных строителей, инженеров, художников и декораторов выполняли ряд задач, необходимых для строительства Колизея.
Строительство амфитеатра завершено при императоре Тите в 80 году. Этому строительству Марциал в «Книге зрелищ», называя императора Цезарем, посвятил следующие строки:
Здесь, где у всех на глазах величавого амфитеатра
Сооружение идет, были Нерона пруды...
Рим возродился опять; под твоим покровительством, Цезарь,
То, чем владел господин, тешит отныне народ.

### Колизей в Древнем Риме
Открытие Колизея было ознаменовано играми. Светоний пишет по этому поводу: 
При освящении амфитеатра и спешно выстроенных поблизости бань он [Тит] показал гладиаторский бой, на диво богатый и пышный; устроил он и морское сражение на прежнем месте, а затем и там вывел гладиаторов и выпустил в один день пять тысяч разных диких животных
Прискус и Верус — участники первого гладиаторского поединка в день открытия Колизея. Вот что написал поэт Марк Валерий Марциал об этом сражении:
«Прискус и Верус продолжали бой столько сколько могли,

Но долгое время силы и отвага каждого были равны.

Раздавались крики с просьбой о милости к ним,

Но Тит предпочел следовать своим законам -

Велев им биться без щитов, пока судьба их не решится.

Он был щедр всегда со своим народом,

И здесь он разделил конец для них обоих.

Равные в сражении, равные в награде.

Тит отправил им по деревянному мечу и лавру.

Достойное мужество — достойный приз.

Такое могло случиться только при тебе, о Тит.

Двое бились насмерть — и двое победили.»
Долгое время Колизей был для жителей Рима и приезжих главным местом увеселительных зрелищ, таких, как бои гладиаторов, звериные травли, морские сражения (наумахии) (предположительно до строительства под ареной подвальных помещений при брате и престолонаследнике Тита императоре Домициане).
При императоре Макрине в 217 году Колизей сильно пострадал от пожара, но был реставрирован по указу Александра Севера. В 248 году император Филипп ещё праздновал в нём с большими представлениями тысячелетие существования Рима. Гонорий в 405 году запретил гладиаторские битвы как несогласные с духом христианства, ставшего после Константина Великого господствующей религией римской империи; тем не менее, звериные травли продолжали происходить в Колизее практически до смерти Теодориха Великого.
В 422 году Колизей, вероятно, пострадал от сильного землетрясения, которым были повреждены многие памятники Рима, так как при Валентиниане III (425—455) этот амфитеатр пришлось реставрировать. Исправления производились также ещё между 467 и 472 годами. Затем Колизей был, по-видимому, повреждён вторым землетрясением в начале VI века и был исправлен префектом города Децием Марием Венанцием Василием в 508 г., в правление Теодориха. Но, с одной стороны, истощение государственной кассы и обеднение сената, с другой — мораль времени, получившая христианское содержание, уже исключали возможность тех внушительных и жестоких зрелищ, которые давались в Древнем Риме (бои гладиаторов исчезли с арены ещё при Гонории).
После этого для амфитеатра Флавиев наступили печальные времена.

### Колизей в Средние века и Новое время
Нашествия варваров привели Амфитеатр Флавиев в запустение и положили начало его разрушению. В конце VI века в конструкцию амфитеатра была встроена небольшая часовня, хотя это и не придало заметного религиозного значения зданию в целом. Арена использовалась как кладбище, многочисленные сводчатые пространства и аркады были приспособлены под жильё и мастерские.
С XI века и до 1132 года он был крепостью для знатных римских родов, оспаривавших друг у друга влияние и власть над согражданами, особенно для фамилий Франджипани и Аннибальди. Последние, однако, были принуждены уступить Колизей императору Генриху VII, который подарил его римскому сенату и народу. Ещё в 1332 году местная аристократия устраивала здесь бои быков, однако с этой поры началось систематическое разрушение Колизея.
В 1349 году мощное землетрясение в Риме явилось причиной обрушения Колизея, в особенности, его южной части. После этого на него стали смотреть как на источник добывания строительного материала, и не только отвалившиеся, но и нарочно выломанные из него камни стали идти на новые сооружения. Так, в XV и XVI столетиях папа Павел II брал из него материал для постройки так называемого венецианского дворца, кардинал Риарио — дворца канцелярии (палаццо Канчеллерия), Павел III — палаццо Фарнезе. Однако значительная часть амфитеатра уцелела, хотя здание в целом осталось обезображенным. Сикст V намеревался воспользоваться ею для устройства суконной фабрики, а Климент IX на самом деле превратил Колизей в завод для добывания селитры.
Лучшее отношение пап к величественному памятнику древнего зодчества началось не прежде середины XVIII столетия, и первым принявшим его под свою защиту был Бенедикт XIV (1740-58). Он посвятил его Страстям Христовым как место, обагрённое кровью многих христианских мучеников, и приказал водрузить посреди его арены громадный крест, а вокруг него поставить ряд алтарей в память истязаний, шествия на Голгофу и крестной смерти Спасителя. Этот крест и алтари были удалены из Колизея в 1874 году. Папы, следовавшие за Бенедиктом XIV, в особенности Пий VII и Лев XII, продолжали заботиться о сохранности уцелевших частей здания и подкрепили контрфорсами места стен, грозившие падением, а Пий IX исправил в нём некоторые из внутренних лестниц.
Колизей в настоящее время находится под охраной, обломки, где оказалось это возможным, вставлены на прежние места, а на арене произведены любопытные раскопки, приведшие к открытию подвальных помещений, которые служили некогда тому, чтобы выдвигать на арену группы людей и животных. Несмотря на все невзгоды, испытанные Колизеем в течение веков, его развалины, лишённые былой внешней и внутренней отделки, до сей поры производят сильное впечатление своей суровой величественностью и дают достаточно ясное понятие о том, каковы были его расположение и архитектура.
Просачивание дождевой воды, атмосферное загрязнение (преимущественно выхлопными газами автомобилей) и вибрация от интенсивного городского движения привели Колизей в критическое состояние. Первый этап проекта включает реставрацию и обработку аркад водонепроницаемым составом и реконструкцию деревянного пола арены, где когда-то сражались гладиаторы.
Ныне Колизей стал символом Рима и одним из популярнейших туристических объектов. В XXI веке Колизей оказался в числе претендентов на звание одного из семи Новых чудес света, и по результатам голосования, которые были оглашены 7 июля 2007 года, был признан одним из семи Новых чудес света.

## Архитектура Колизея
Подобно другим римским амфитеатрам, Амфитеатр Флавиев представляет в плане эллипс, середина которого занята ареной (также эллиптической формы) и окружающими её концентрическими кольцами мест для зрителей. От всех сооружений такого рода Колизей отличается своей величиной. Это самый грандиозный античный амфитеатр: длина его наружного эллипса равняется 524 м, большая ось — 187,77 м, малая ось — 155,64 м, длина арены — 85,75 м, её ширина 53,62 м; высота его стен — от 48 до 50 метров. Конструктивную основу составляют 80 радиально направленных стен и столбов, несущих своды перекрытий. Места для зрителей образуют семь кольцевых уровней — концентрических стен, самая высокая из которых служит внешней стеной здания. На арене, ныне лишенной покрытия, можно видеть остатки сложной подземной конструкции — коридоров для гладиаторов и диких зверей, шахт от несохранившихся подъёмных механизмов. Амфитеатр Флавиев построен из кирпича на фундаменте толщиной в 13 метров, наружные кольца сложены из блоков травертина с анкерами (креплениями металлическими скобами). Облицовка была мраморной, её сняли в Средневековье для строительства новых зданий.
Архитектурно-логистическое решение, применённое в Колизее и получившее название vomitoria (от лат. vomere «извергать»), применяется при строительстве стадионов до сих пор: множество входов располагается равномерно по всему периметру здания. Благодаря этому публика могла заполнить Колизей за 15 минут и покинуть — за 5. Колизей имел 80 входов, из которых 4 были предназначены для высшей знати и вели в нижний ряд. Зрители попроще входили в амфитеатр из-под арок нижнего этажа, помеченных цифрами от I до LXXVI, и поднимались к своим местам по лестницам, которых было также 76. Эти места были расположены вокруг всей арены в виде рядов каменных скамей, поднимающихся одна над другой (лат. gradus). Нижний ряд, или подий (лат. podium), был предназначен исключительно для императора, его семейства, сенаторов и весталок, причём император имел особое, возвышенное седалище (лат. pulvinar). Подий отделялся от арены парапетом, достаточно высоким для того, чтобы обезопасить зрителей от нападения выпущенных на неё животных. Далее следовали места вообще для публики, образующие три яруса (лат. maeniana), соответственно ярусам фасада здания. В первом ярусе, заключавшем в себе 20 рядов скамей (теперь совершенно разрушенных), сидели городские власти и лица, принадлежащие к сословию всадников; второй ярус, состоявший из 16 рядов скамей, предназначался для людей, имеющих права римского гражданства. Стена, отделявшая второй ярус от третьего, была довольно высокой, скамьи же третьего яруса были расположены на более крутой наклонной поверхности; это устройство имело целью дать посетителям третьего яруса возможность лучше видеть арену и всё, что происходит на ней. Зрители третьего яруса принадлежали к низшим сословиям. Над этим ярусом находился портик, опоясывавший всю окружность здания и примыкавший одной своей стороной к его внешней стене.
В наружном оформлении амфитеатра использованы типичные для древнеримской архитектуры ордерные аркады типа «римской архитектурной ячейки» с ордерной суперпозицией — последовательностью римско-дорического, ионического и коринфского ордеров.

### Фасад
В основании наружной стены высотой более 48 м имеется двухступенчатый цоколь. Фасад разделён на четыре яруса, нижние три яруса представляют собой открытые аркады. Архитектурный приём, использующий открытые аркады в нижних ярусах наружных стен, заимствован у театра Марцелла.
Арки нижнего этажа имеют высоту более 7 м. Их опоры имеют ширину 2,4 м и глубину 2,7 м. Расстояние между опорами 4,2 м. Перед ними встроены трёхчетвертные колонны дорического ордера, на них опирается антаблемент высотой 2,35 м, не имеющий характерных особенностей дорического ордера (чередующихся триглифов и метоп). Из восьмидесяти арок нижнего яруса семьдесят шесть были пронумерованы, а четыре на концах двух осей номеров не имели. Эти арки служили главными входами в здание.
Колонны второго этажа опирались на аттик, расположенный над антаблементом первого яруса. Размеры аркады второго этажа отличались от первого только высотой колонн, составлявшей всего 6,45 м. На полуколонны ионического ордера опирается антаблемент высотой 2,1 м, не полностью соответствующий ионическому стилю. Над ним находился аттик высотой 1,95 м, служивший опорой для колонн третьего этажа. Высота арок третьей аркады, выполненной в коринфском стиле, составляет 6,4 м. В каждой арке второго и третьего яруса находилась статуя. Над третьей аркадой аттик высотой 2,1 м имеет небольшие окна над каждой второй аркой.
Верхняя часть стены сплошная, украшена коринфскими пилястрами, расположенными над полуколоннами нижних ярусов. Между каждой второй парой пилястр сделано окно.

### Веларии
На верхнем ярусе Колизея были укреплены вертикальные мачты, к которым, в свою очередь, крепили с помощью канатов горизонтальные реи, нависавшие над местами для зрителей. Для защиты от палящих лучей солнца во время представлений специально обученные матросы императорского флота натягивали на реях тенты — велумы или веларии (один тент на каждые две реи). Существует предположение о происхождении подобной конструкции от аналогичных устройств для подъёма корабельных парусов. Во многих местах внешнего карниза и сейчас видно отверстия, через которые проходили мачты, упиравшиеся нижним концом в выступающие из стены кронштейны. В 2015 г. международная группа историков и инженеров-энтузиастов провела эксперимент-реконструкцию натягивания такого велария. Работа оказалась не из лёгких, но косвенно подтвердила гипотезу технологии велариев.

### Материал постройки
Стены Колизея воздвигнуты из крупных кусков или блоков из травертинового камня или травертинового мрамора, который добывали в близлежащем городе Тиволи. Блоки соединялись между собой металлическими связями общим весом примерно 300 тонн; для внутренних частей употреблялись также местный туф и кирпич.
Колизей утратил две трети своей первоначальной массы; тем не менее, она и поныне беспримерно громадна: один архитектор в XVIII столетии дал себе труд приблизительно вычислить количество заключающегося в Колизее строительного материала, и определил его стоимость, по ценам того времени, в 1½ миллиона скудо (около 8 млн франков). Поэтому Колизей издревле считался символом величия Рима. «Пока Колизей стоит» — говорили пилигримы в VIII столетии — «будет стоять и Рим, исчезни Колизей — исчезнут Рим и вместе с ним весь мир».

### Места для зрителей
Согласно Хронографу 354 года, амфитеатр вмещал в себя около 87 000 человек, однако по современным подсчётам, Колизей может вместить лишь 50 000 человек. Сиденья были разделены на уровни, каждый из которых был предназначен для определённого сословия или группы людей. На севере и юге располагались места для императора и весталок, эти места обеспечивали хороший вид на арену. На этом же уровне находились места для сенаторов, которым разрешалось приносить с собой свои стулья. На некоторых местах для сената можно найти высеченные имена сенаторов пятого века, которые, по-видимому, служили для резервации мест. Выше уровня для сената находились места для сословия всадников, а выше всадников располагались граждане Рима, разделённые на две категории: для состоятельных граждан, находившихся сразу выше всадников, и малоимущих граждан, которые располагались ещё выше римской знати.
Позже, во времена правления императора Домициана, был пристроен высочайший уровень, предназначавшийся для бедных граждан, рабов и женщин. В большинстве случаев это были стоячие места. Кроме того, некоторым группам людей был запрещён вход в Колизей, в частности могильщикам, актёрам и бывшим гладиаторам.

## Использование образа Колизея
Колизей как одно из самых величественных сооружений часто выступает символом Рима в той же степени, в которой Эйфелева башня является символом Парижа, «Биг-Бен» — символом Лондона, Спасская башня Кремля — символом Москвы, Пизанская башня — символом Пизы, а Карлов мост — символом Праги. При схематическом изображении карты Европы Рим часто помечается схематическим изображением Колизея. Первоначально Колизей был увековечен в списке семи чудес света, составленном римским поэтом Марциалом в I веке.

## Галерея
- Колизей внутри, 2011 г.
- Колизей, 2012 г.
- Колизей, 2013 г.
- Колизей, 2013 г.
- Колизей, 2013 г.
- Колизей, 2013 г.
- Колизей, 2013 г.
- Колизей, 2013 г.
- Колизей к вечеру, 2024 г.
- Колизей, 2018 г.
- Колизей, 2021 г.
- Каракалла и Гета. Картина Лоуренса Альма-Тадемы, 1907